# Щербаки (Полтавская область)
Щербаки (укр. Щербаки) — село, Ракитненский сельский совет, Кременчугский район, Полтавская область, Украина.
Код КОАТУУ — 5322485105. Население по переписи 2001 года составляло 277 человек.

## Географическое положение
Село Щербаки находится на правом берегу реки Псёл, выше по течению примыкает село Анищенки, ниже по течению на расстоянии в 1 км расположено село Потоки, на противоположном берегу — село Кияшки. Река в этом месте извилистая, образует лиманы, старицы и заболоченные озёра. Через село проходит автомобильная дорога М-22 (E 577).

## История
Есть на карте 1869 года.
В 1911 году на хуторе Щербаки жило  на 1-м 238 человек, а на 2-м 34 человека.